# Afonso Ribeiro
Afonso Ribeiro foi o primeiro degredado para o Brasil nominalmente conhecido, referido na carta de Pero Vaz de Caminha, em 1500.

## Biografia
Consta na carta de Caminha que, ao retomar a viagem para as Índias (após tocar as terras brasileiras), Pedro Alvares Cabral deixou em terra dois degredados, um deles Afonso Ribeiro (o outro teria sido João de Thomar, sobre o qual nada se sabe), para "andarem com os índios e saber de seu viver e das suas maneiras".
Afonso foi condenado ao degredado por "culpas de morte", ou seja, acusado de ter cometido assassinato. Era criado de um certo João de Telo e estava para casar com Elena Gonçalves que, desiludida com o destino do noivo, fez votos de religiosa.
Segundo um registro de Valentim Fernandes, tabelião real, os dois degredados permaneceram 20 meses na terra e, ao regressarem, contaram tudo o que haviam aprendido no convívio com os índios. É provável, portanto, que eles tenham sido resgatados na expedição de Gonçalo Coelho, em 1501-1502.
Consta também que logo após a partida de Cabral, de volta, Afonso Ribeiro no auge de seu desespero apossou-se de uma piroga e se aventurou mar adentro na tentativa de alcançar a frota com os homens que o deixaram, mas após remar por algum tempo viu, exausto, apenas as velas das embarcações já em alto mar. Ele teria se conformado, certo de que não alcançaria as naus, e pediu, em oração, para morrer sem voltar à praia. Mas a pretexto do mar agitado, a piroga foi conduzida de volta à areia, onde os índios o teriam conformado. Dizem alguns historiadores, que Afonso Ribeiro era um condenado inocente.